# Катастрофа Ту-134 под Бухарестом
Катастро́фа Ту-134 под Бухаре́стом — авиационная катастрофа пассажирского самолёта Ту-134 венгерской авиакомпании Malév, произошедшая в среду 21 сентября 1977 года примерно в 40 километрах восточнее аэропорта Бухарест-Отопень и в 6 километрах юго-западнее Урзичени, при этом погибли 29 человек.

## Самолёт
Ту-134 с заводским номером 8350605 и серийным 06-05 был выпущен Харьковским авиационным заводом в декабре 1968 года. Авиалайнер получил регистрационный номер HA-LBC и 17 января 1969 года был продан венгерской Malév. Из инцидентов, произошедших с данным самолётом, была жёсткая посадка 7 октября 1969 года в Амстердаме (аэропорт Схипхол), в результате которой разрушилась правая основная стойка шасси. После ремонта борт HA-LBC вернулся в строй.

## Катастрофа
Самолёт выполнял пассажирский рейс MA-203 из Стамбула в Будапешт с промежуточной посадкой в Бухаресте, на его борту находились 8 членов экипажа и 45 пассажиров. Экипаж лайнера был смешанный: оба пилота, штурман, бортмеханик и три стюардессы — из Правительственного авиаотряда, а дополнительный штурман — из Malév. Командиром экипажа, по некоторым данным, был Фейеш Петер (венг. Fejes Péter) — личный пилот, а также друг Яноша Кадара, руководителя Венгерской Народной Республики. Ту-134 заходил на посадку, когда примерно в 40 километрах от аэропорта он в предпосадочном положении (шасси выпущены, закрылки выпущены на 20°, стабилизатор переложен на посадочное положение) с малым (3—4°) правым креном на абсолютной высоте 55 метров при скорости около 350 км/ч врезался в лес. Промчавшись сквозь деревья на протяжении 75 метров и разрушаясь, авиалайнер врезался в крутой берег канавы, после чего вылетел на поле, где остановился и сгорел. Протяжённость зоны разброса обломков составляла 800 метров. Место падения находилось в 32 километрах восточнее торца полосы (по другим данным, чуть менее 40 километров) и в 6,3 километра юго-западнее Урзичени. В происшествии погибли 21 пассажир и все 8 членов экипажа. Выжили только 24 пассажира, которые находились в хвостовой части: 23 англичанина и 1 турок.
На месте происшествия были обнаружены только 23 выживших пассажира. Но затем при опознании погибших выяснилось, что не хватает ещё одного пассажира. Были перепроверены документы и сделан запрос в Стамбул, которые подтверждали, что этот пассажир на борту был, но по непонятной причине исчез. Однако через несколько дней пропавший пассажир-турок был найден. Оказывается, не получив травм, этот пассажир вышел из уцелевшей части самолёта и, прихватив чемодан, вышел на шоссе, где на попутном автобусе уехал в Бухарест по делам. После завершения всех необходимых дел он пришёл в агентство венгерской авиакомпании и потребовал возвращения в Стамбул.

## Расследование
По указанию Николае Чаушеску была создана румыно-венгерско-советская комиссия, возглавить которую поручили министру транспорта Румынии. Сам Чаушеску, прибыв на место падения на вертолёте, позже отправил Кадару телеграмму, что катастрофа произошла из-за отказа техники советского производства, тогда как экипаж боролся за жизни пассажиров и самолёта до конца. На основании данной телеграммы председатель комиссии дал указание поскорее извлечь из-под обломков и передать венгерским властям тела погибших членов экипажа, хотя это шло вразрез с международными правилами расследования авиапроисшествий. В Будапеште, в свою очередь, погибшим были организованы похороны с военными почестями, при этом погибших военных также посмертно повысили в звании. Советские представители (Кравченко В. Г., Селяков Л. Л., Гусев Л. С. и Автоманов А. И.) из-за бюрократических проволочек смогли прибыть на место происшествия только 27 сентября, то есть через 6 дней и уже после похорон погибших.

### Анализ
Борт HA-LBC был оборудован двумя бортовыми самописцами: параметрическим МСРП-12 и речевым, производства фирмы «Sundstrand» (был выпущен в английском филиале компании). Венгерская сторона настаивала на отправке речевого самописца в США, при этом период расшифровки устанавливали в 1,5 года. Румынская сторона настаивала на проведении всех работ в Бухаресте. Советские представители настаивали только на скорейшем проведении работ. 28 сентября было принято решение о расшифровке самописцев в Бухаресте, а 29 сентября в присутствии представителя компании «Sundstrand» был вскрыт речевой самописец. Небольшая часть ленты длиной 20 миллиметров была повреждена, но остальная часть хорошо сохранилась. Уже при первом прослушивании советские представители сделали вывод, что отказа техники не было, так как почти всё время в кабине между экипажем проходил обычный разговор, в ходе которого обсуждалась новая форма в авиакомпании. По данным записей переговоров была установлена следующая картина событий.
Рейс 203 подходил к Бухаресту с востока, поэтому на подходе с ним связался диспетчер и дал указания по выполнению прямого захода на посадку на полосу 26 — по курсу 262°. Однако аэропорт Отопень имел радиомаяки курсо-глиссадной системы только с западной стороны, тогда как с восточной стороны их не было, поэтому посадка по курсу 262° могла выполняться только визуально. Экипаж запросил посадку по обратному курсу — 82°, то есть с западной стороны, однако диспетчер настаивал на посадке по курсу 262°. Длительное время командир экипажа спорил с диспетчером, но всё же согласился. Однако в процессе спора был пропущен момент начала снижения, поэтому к Бухаресту самолёт подошёл с переизбытком высоты. Тогда для ускорения снижения командир дал указание перевести двигатели в режим малого газа, снизив тем самым поступательную скорость до 340 км/ч, при этом увеличив вертикальную до 8—10 м/с. Так как полёт проходил в воздушном пространстве аэропорта, то штурман теперь не следил за высотой и удалением от аэропорта. Пилоты, отвлёкшись на разговоры, также не следили за высотой и скоростью снижения, потеряв ориентацию по высоте. Этому способствовало и то, что снижение происходило в условиях сгущающихся сумерек, когда земля плохо просматривалась. Затем, спохватившись, командир спросил у штурмана, какая высота, на что тот ответил: 120. Одновременно зазвучала сирена, так как самолёт снизился ниже установленной на радиовысотомере высоты принятия решения 120 метров. Через пару секунд Ту-134 врезался в деревья.

### Заключение
Согласно заключению, сделанному советскими специалистами, материальная часть самолёта была полностью исправна и все системы работали нормально, а катастрофа произошла по вине экипажа, вследствие его плохой работы. Румынская сторона приняла данное заключение, хотя это и противоречило телеграмме Чаушеску к Кадару, что виновата советская техника, а экипаж — герой. Венгерская сторона принимать заключение советской стороны отказалась. Впоследствии венгерские специалисты акцентировали внимание на одном из слов командира: Интер. По версии венгерских специалистов, при снижении произошёл самопроизвольный выпуск интерцепторов, потому авиалайнер и продолжал снижаться под безопасную высоту. Советскими специалистами на это было заявлено, что в процессе переговоров внутри кабины была команда на подготовку интерцепторов. В Советском Союзе в Министерстве гражданской авиации отказались принимать заключение, что катастрофа венгерского самолёта произошла по вине экипажа. Руководители ЛИИ МАП и ОКБ Туполева полностью согласились с заключением советской стороны комиссии.